# Ephraim Mogale Local Municipality
Ephraim Mogale (englisch Ephraim Mogale Local Municipality bis 2010 Greater Marble Hall Local Municipality) ist eine Lokalgemeinde im Distrikt Sekhukhune der südafrikanischen Provinz Limpopo. Der Verwaltungssitz der Gemeinde befindet sich in Marble Hall. Molaudi Mothogwane ist der Bürgermeister.
Sie wurde nach einem 2003 verstorbenen Politiker der South African Communist Party benannt, der in Mpumalanga tätig war.

## Geschichte
Nach den Regionalwahlen im Dezember 2000 wurden hier kleinere Selbstverwaltungseinheiten zusammengelegt. Dabei kam es zur Fusion von Marble Hall, Teilen des Moutse (West) Transitional Local Council (TLC), von Leeuwfontein, einem Teil von Hlogotlou/Lepelle Transitional Rural Council (TRC), des Greater Nebo North TRC, einem Teil des Naboomspruit/Roedtan Thusang TLC und dem Springbokvlakte TLC. Auf diese Weise entstand eine Cross-Boundary-Gemeinde, die sich zugleich auf den Territorien der Provinzen Limpopo und Mpumalanga erstreckte. Nach den Regionalwahlen von 2006 gliederte man das gesamte Lokalgemeindegebiet in die Provinz Mpumalanga ein. Erst am 21. Januar 2010 erfolgte auf Initiative des Department of Local Government and Housing der Provinzverwaltung Limpopo die Umbenennung von Greater Marble Hall Local Municipality in Ephraim Mogale Local Municipality.

## Städte und Orte
- Elandskraal
- Leeuwfontein
- Mamphokgo
- Manapsane
- Marble Hall
- Matlala Ramoshebo
- Matlerekeng
- Mohlalaotoane
- Rathoke
- Tsantsabela
- Uitvlugt

## Bevölkerung
Im Jahr 2011 hatte die Gemeinde 123.648 Einwohner in 32.284 Haushalten auf einer Fläche von 2011,31 km². Davon waren 97,8 % schwarz und 1,6 % weiß. Erstsprache war zu 78,6 % Sepedi, zu 6,9 % Xitsonga, zu 3,8 % isiNdebele, zu 2,1 % isiZulu, zu 1,8 % Afrikaans und zu 1 % Englisch.

## Tourismus und Naturschutzgebiete
- The Flag Boshielo Dam
- Bush Fellows Game Reserve
- Matlala Aloe Park
- Crocodile Farm
- Schiunsdraai Nature Reserve[4]